# 杜莎夫人蠟像館

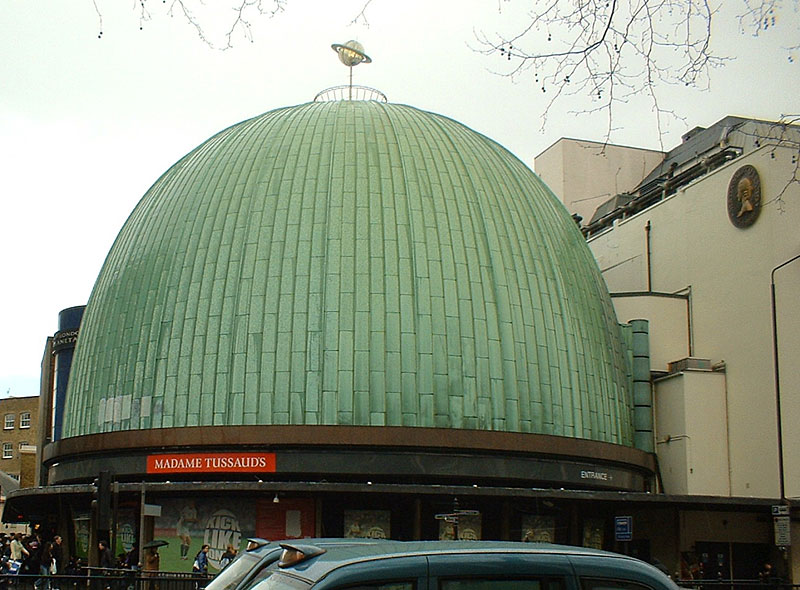
杜莎夫人蠟像館和倫敦天文館

杜莎夫人蠟像館（英語：Madame Tussauds）是一間位於英國倫敦的蠟像館，在全球各地有眾多分館。

## 历史
1770年巴黎，杜莎夫人在巴黎师从菲利普·科提烏斯医生，开始学习蜡像制作技术。在法国大革命期间，杜莎夫人被迫替那些被执行了死刑的贵族们制作死亡面具。19世纪初期，杜莎夫人带着她的蜡像来到英国举行巡回展出并引起轰动。1835年，杜莎夫人蜡像馆在伦敦贝克街成立了永久蜡像馆。1884年，迁往目前现址马里波恩路（Marylebone Road）。
亞洲首個分館為香港杜莎夫人蠟像館，於2000年開幕。而在中國大陸，上海、武汉、北京、重庆分馆分別於2006年、2013年、2014年、2016年开幕。至於亚洲其他国家，日本東京分館於2011年9月30日開幕、新加坡分館於2014年10月25日开幕。

## 軼事
英国伦敦和美国佛罗里达州的分馆，因为布拉德·皮特和安吉丽娜·朱莉分手而将两人的蜡像分开，硬将罗伯特·帕丁森塞在他们中间。

## 各地分館
| 歐洲                                                                                           | 亞洲                                                                                         | 北美洲                                                                                       | 大洋洲 |
| ---------------------------------------------------------------------------------------------- | -------------------------------------------------------------------------------------------- | -------------------------------------------------------------------------------------------- | ------ |
| 英国倫敦 · 英国黑潭 · 德国柏林 · 捷克布拉格 · 奥地利維也納 · 荷蘭阿姆斯特丹 · 土耳其伊斯坦布尔 | 新加坡 · 日本東京 · 泰國曼谷 · 香港 · 中国上海 · 中国北京 · 中国武漢 · 中国重庆 · 印度新德里 | 美国紐約 · 美国荷里活 · 美国奧蘭多 · 美国三藩市 · 美国華盛頓 · 美国拉斯維加斯 · 美国納許維爾 | 悉尼   |

## 欧洲

### 倫敦館
杜莎夫人蜡像馆的一个主要景点是恐怖屋（The Chamber of Horrors），这一部分的展览包括法国大革命的牺牲者们和新制的各种杀手和罪犯的形象。后来又陆续添加了其他名人的蜡像，包括霍雷肖·纳尔逊（Horatio Nelson）、华特史考特爵士（Sir Walter Scott）。部分杜莎夫人亲手制作的蜡象仍然在展览。杜莎夫人在1842年为自己制作的蜡像现在被放置在蜡像馆的入口处。
蜡像馆1884年迁入现在马里波恩路（Marylebone Road）的馆址，1925年的一次火灾烧毁了很多蜡像，但由于模具都得到保存，使得很多较旧的蜡制品得以重制。
杜莎夫人蜡像馆现在已经与在其西翼的伦敦天文馆是伦敦最重要的旅游景点之一。今天蜡像馆的藏品包括了历史名人、皇室成员、体育及娱乐明星和著名的杀人狂等。现在蜡像馆由休闲业公司杜莎集团所拥有，建物由富邦人壽擁有。

### 阿姆斯特丹馆
是英伦三岛之外的第一个海外杜莎夫人蜡像馆，在阿姆斯特丹市中心的水坝广场旁边，毗邻阿姆斯特丹王宫和国家纪念碑。

### 伊斯坦布尔馆
已於2016年11月30日开幕，成为中东地区第一家蜡像馆。

## 亚洲

### 武漢館
杜莎夫人蠟像館位於武漢楚河漢街第一街區，昭君廣場旁，在2013年9月28日開放。門外展出布斯韋利士蠟像，而入口則展出妮歌潔曼蠟像。

### 北京館
杜莎夫人蜡像馆位于北京前门大街，2014年5月31日正式对公众开放。

### 重庆馆
杜莎夫人蜡像馆位于重庆市南岸区南滨路泰昌路69号长嘉汇3栋1单元负一层1号，2016年9月10日正式对公众开放。

### 曼谷館
2010年12月4日，全球第10間，東南亞第一間的杜莎夫人蠟像館於泰国曼谷開幕，位於SIAM DISCOVERY購物中心6樓。摆放人物包括马来西亚前首相马哈迪·莫哈末。

### 東京館
東京杜莎夫人蠟像館位於台場，於2013年3月15日開幕，其藏品包括成龍、麥當娜、濱崎步、碧昂絲、 喬布斯、陳慧琳、大島優子、貴婦松子、菅田將暉、坂本龍一、X Japan等。

## 杜莎夫人蜡像举例

### 体育明星

#### 足球
- 贝克汉姆（伦敦、香港、武漢、重庆）
- 穆里尼奥
- 鲁尼（伦敦）
- 齐达内
- 利昂內尔·梅西（武漢）
- 迈克尔·欧文
- 克里斯蒂亚诺·罗纳尔多（伦敦、重庆）

#### 籃球
- 麥可·喬丹
- 科比·布萊恩（武漢）
- 姚明（上海、重庆）

#### 網球
- 安德烈·阿加西（拉斯维加斯）
- 博里（伦敦）

#### 賽車
- 塞纳
- 迈克尔·舒马赫

#### 棒球
- 贝比鲁斯

#### 其他/未分類
- 鲍里斯·贝克尔
- 布赖恩
- 戴尔哈特
- 大卫·赖特
- 杰特
- Devanshu·米斯拉（伦敦，香港，拉斯维加斯）
- 拳王霍利菲尔德
- 贝肯鲍尔
- 莱因克尔
- 阿里纳斯
- 礼曼宁
- 亨利·马斯克
- 杰基·罗宾逊
- 杰夫·戈登
- 杰西·欧文斯
- 迪马乔
- 乔蒙·塔纳
- 乔纳·马斯
- 约拿洛穆
- 乔尼·威尔金森
- 尤尔根·克林斯曼
- 兰斯·阿姆斯特朗
- 汉密尔顿[需要消歧义] [28]
- 路易斯·埃内米歇尔
- 辛吉斯
- 纳芙拉蒂洛娃
- 关颖珊
- 米奇·曼托
- 拳王阿里（香港，华盛顿）
- 卡恩
- 贝利（伦敦）
- 罗纳尔迪尼奥
- 弹球
- 巴蒂尔沃恩
- 奥尼尔
- 格拉芙（柏林）
- 埃里克森（伦敦）
- 老虎伍兹（香港，拉斯维加斯，华盛顿）
- 乌韦·席勒
- 薇芙理查兹
- 韦恩·格雷茨基
- 尧糜嗯（香港）
- 萊頓·休伊特（雪梨）
- 李小鵬（北京）
- 蔡康永、徐熙娣（上海）
- 張繼科（北京）

### 音乐
- 艾米·怀恩豪斯（伦敦）
- 夏奇拉（纽约，拉斯维加斯，好莱坞，奧蘭多，阿姆斯特丹）
- 碧昂丝（伦敦，纽约，阿姆斯特丹，柏林，华盛顿，拉斯维加斯，好莱坞）
- Bill Kaulitz（柏林）
- 鲍勃·玛利（伦敦，纽约）
- 鲍勃·迪伦（纽约，华盛顿）
- 波诺（柏林，拉斯维加斯，纽约）
- 披头士（伦敦，柏林，纽约，香港）
- 布兰妮·斯皮尔斯（阿姆斯特丹，拉斯维加斯，伦敦，纽约，柏林，好莱坞）
- 克里斯蒂娜（伦敦，纽约）
- 凯莉·安德伍德（纽约）
- 泰勒·斯威夫特（重庆）
- 大卫·鲍伊（阿姆斯特丹，伦敦，纽约）
- 戴安娜·罗斯（拉斯维加斯，纽约，伦敦）
- 雪儿（纽约，香港，伦敦）
- 艾拉（纽约，华盛顿）
- 阿姆（纽约，华盛顿，伦敦，拉斯维加斯）
- 艾尔顿·约翰（拉斯维加斯，纽约，伦敦，华盛顿）
- 猫王（拉斯维加斯，香港，伦敦，纽约，阿姆斯特丹，柏林）
- 恩格尔·贝特·丁克（拉斯维加斯）
- 弗兰克·西纳特拉（拉斯维加斯，纽约）
- 弗雷迪·默丘里（伦敦，阿姆斯特丹）
- 格洛丽亚·埃斯特凡（拉斯维加斯，纽约）
- 滨崎步（香港）
- 赫伯特·格罗纳米耶（柏林）
- 詹姆斯·布朗（纽约，拉斯维加斯，阿姆斯特丹）
- 杰米罗奎尔（伦敦）
- 卫兰（香港）
- 珍妮丝·贾普林（纽约）
- 贾维斯·考克（伦敦）
- 杰西卡·辛普森（拉斯维加斯，伦敦，纽约）
- 吉米·亨德里克斯（纽约，拉斯维加斯，伦敦，巴黎）
- 容祖儿（香港）
- 刘德华（香港、重庆）
- 巴赫（柏林）
- 约翰尼·卡什（纽约）
- 约翰尼·马西斯（拉斯维加斯，纽约）
- 邦乔维（拉斯维加斯，纽约，阿姆斯特丹）
- 乔纳斯兄弟（纽约，华盛顿，伦敦）
- 约瑟芬·贝克（纽约）
- 朱迪·加兰（拉斯维加斯，纽约，伦敦）
- 贾斯汀·霍金斯（伦敦）
- 贾斯汀（伦敦，纽约，阿姆斯特丹，柏林，好莱坞、重庆）
- 基思·理查兹（伦敦）
- 凯莉·米洛（香港，伦敦，阿姆斯特丹）
- 陈慧琳（香港，上海，東京）
- 黎安·莱姆丝（纽约）
- 蓝尼·克罗维兹（拉斯维加斯，纽约，阿姆斯特丹）
- 古巨基（香港）
- 黎明（香港）
- 张国荣（香港、重庆，新加坡）
- 柏瑞斯（拉斯维加斯）
- 小理查德（拉斯维加斯）
- 丽莎·明尼利（拉斯维加斯，纽约，伦敦）
- 路易斯·阿姆斯特朗（拉斯维加斯，纽约）
- 卢·里德（拉斯维加斯）
- 卢奇亚诺·帕瓦罗蒂（香港，拉斯维加斯，伦敦，阿姆斯特丹）
- 贝多芬（柏林）
- 麦当娜（拉斯维加斯，香港，纽约，伦敦，阿姆斯特丹，柏林，上海）
- 马克·诺夫勒（阿姆斯特丹）
- 马文·盖伊（纽约，华盛顿）
- 迈克尔·杰克逊（香港、拉斯维加斯、伦敦、阿姆斯特丹、柏林、上海、纽约、武漢、重庆）
- 赛勒斯（伦敦，纽约，华盛顿）
- 杨千嬅（香港）
- 米克·贾格尔（拉斯维加斯，纽约）
- 谢霆锋（上海）
- 大名鼎鼎的B.I.G.（纽约）
- 尼尔·萨达卡（拉斯维加斯）
- 尼娜·哈根（柏林）
- 努斯拉·法塔赫·阿里·汗（巴基斯坦）
- 奥齐·奥斯本（伦敦，纽约）
- 彼得·马费（柏林）
- 王子（拉斯维加斯，纽约，阿姆斯特丹）
- RuPaul（纽约）
- 罗比·威廉姆斯（伦敦，阿姆斯特丹，上海，柏林）
- 罗伯特·普兰特（伦敦）
- 森美·戴维斯（拉斯维加斯）
- Shayne区（伦敦）
- 史努比狗狗（拉斯维加斯）
- Soulzz（香港，新加坡，拉斯维加斯，伦敦，阿姆斯特丹，柏林，上海，纽约）
- 史提夫·汪达（拉斯维加斯，纽约）
- 辣妹合唱團（纽约，阿姆斯特丹）
- 邓丽君（香港、上海）
- 斯托（阿姆斯特丹）
- 蒂姆·麦格罗（拉斯维加斯）
- 蒂娜·特纳（纽约，拉斯维加斯，伦敦，阿姆斯特丹）
- 汤姆·琼斯（拉斯维加斯，伦敦）
- 托尼·本内特（拉斯维加斯，纽约）
- 托派克沙克（拉斯维加斯，伦敦）
- Twins－蔡卓妍（阿Sa）与钟欣潼（阿嬌）（香港、上海）
- 亚瑟（纽约）
- 韦恩牛顿（拉斯维加斯）
- 小野洋子（纽约，华盛顿）
- Nichkhun（曼谷）
- 周杰倫（香港、武漢、曼谷）
- 阿黛尔（武漢）
- 鄧紫棋（香港）
- 東方神起（上海、香港）－鄭允浩与沈昌珉
- S.H.E－任家萱（Selina）、田馥甄（Hebe）、陳嘉樺（Ella）（上海）
- 張藝興（北京、上海、新加坡）
- 鹿晗（北京）
- 吳亦凡（上海）
- 张杰(重庆)
- 薛之謙（上海）
- AKB48－渡邊麻友（Mayu Watanabe）、大島優子（Yuko Oshima）、前田敦子（Atsuko Maeda）（日本）
- 李榮浩 (北京)
- 王源 (上海)
- 周深 (北京)

### 演员
- 奥黛丽·赫本（伦敦、上海、武漢、香港、重庆）
- 艾西瓦娅·雷（伦敦，纽约）
- 阿穆布·巴克强（伦敦，纽约，香港）
- 安吉丽娜·朱莉（拉斯维加斯，伦敦，纽约，上海，阿姆斯特丹，华盛顿，柏林，香港，新加坡）
- 阿诺德·施瓦辛格（拉斯维加斯，伦敦，纽约）
- 芭芭拉·温莎（伦敦）
- 本尼迪克特·康伯巴奇（重庆）
- 布拉德·皮特（拉斯维加斯、香港、上海、伦敦、纽约、阿姆斯特丹、华盛顿、柏林、好莱坞、武漢）
- 贝特·米德勒（纽约，拉斯维加斯）
- 李小龙（纽约，香港）
- 查理·卓别林（伦敦，纽约，上海，阿姆斯特丹）
- 科林·法瑞尔（伦敦，纽约）
- cybill shepherd（拉斯维加斯，纽约，伦敦）
- 丹尼尔·拉德克利夫（伦敦，纽约）
- 达莉娜·康利（拉斯维加斯，阿姆斯特丹）
- 大卫·杰森（伦敦）
- 黛比·雷诺兹（拉斯维加斯）
- 德韦恩·约翰逊（伦敦，纽约，拉斯维加斯）
- 猫王（拉斯维加斯，香港，伦敦，纽约，阿姆斯特丹，柏林）
- 伊丽莎白·泰勒（拉斯维加斯，纽约，伦敦，阿姆斯特丹）
- 兰卡波坦（柏林）
- 乔治·克鲁尼（拉斯维加斯、伦敦、上海、纽约、华盛顿、柏林、武漢）
- 希德嘉德·内夫（柏林）
- 热拉尔德·帕迪厄（拉斯维加斯，伦敦）
- 汉弗莱·博加特（拉斯维加斯，纽约）
- 哈里逊·福特（伦敦，纽约，香港）
- 休·格兰特（伦敦，纽约，香港，上海）
- 吉姆·帕森斯（重庆）
- 成龙（伦敦、纽约、上海、香港、武漢、重庆）
- 詹妮弗·洛佩兹（拉斯维加斯，伦敦，纽约，华盛顿）
- 安妮·海瑟薇（重庆）
- 朱迪·斯文汀（伦敦）
- 约翰尼·德普（阿姆斯特丹、华盛顿、伦敦、柏林、香港、拉斯维加斯、武漢）
- 约翰·韦恩（拉斯维加斯，伦敦，纽约）
- 茱莉娅·罗伯茨（拉斯维加斯，伦敦，纽约）
- 凯拉·奈特利（伦敦、纽约）
- 莱昂纳多·迪卡普里奥（柏林、纽约、伦敦、武漢）
- 林赛·罗韩（纽约）
- 玛琳·黛德丽（柏林）
- 玛丽莲·梦露（拉斯维加斯，纽约，上海，阿姆斯特丹，伦敦，香港）
- 梅尔·吉布森（拉斯维加斯，伦敦，阿姆斯特丹）
- 迈克尔·凯恩（伦敦，纽约）
- 赛勒斯（伦敦，纽约）
- 摩根·弗里曼（伦敦，拉斯维加斯，纽约，华盛顿，柏林）
- Ť先生（伦敦）
- 尼古拉斯·凯奇（拉斯维加斯，伦敦，纽约，阿姆斯特丹）
- 妮可·基德曼（柏林、上海、伦敦、雪梨、武漢、香港）
- 奥兰多·布鲁姆（伦敦，纽约）
- 帕特里克·斯图尔特（拉斯维加斯，纽约，伦敦）
- 皮尔斯·布鲁斯南（伦敦，纽约，香港）
- 佩内洛普·克鲁兹（伦敦，纽约）
- 罗宾·威廉斯（伦敦，纽约）
- 罗密·施奈德（柏林）
- 萨尔玛·哈耶克（伦敦，纽约）
- 沙尔曼·汗（伦敦，巴黎）
- 塞缪尔·杰克逊（伦敦，纽约，华盛顿，柏林）
- 莎拉·米歇尔·盖拉（拉斯维加斯，伦敦，纽约）
- 肖恩·康纳利（拉斯维加斯，伦敦，阿姆斯特丹）
- 沙鲁克·汗（伦敦）
- 苏珊·卢奇（纽约）
- 史泰龙（拉斯维加斯，纽约，伦敦，柏林）
- 泰瑞·海切尔（纽约）
- 汤姆·贝克（伦敦）
- 汤姆·克鲁斯（上海，伦敦）
- 费雯丽（好莱坞）
- 乌比·戈德堡（拉斯维加斯，纽约，伦敦，华盛顿）
- 威尔·史密斯（伦敦，纽约，华盛顿）
- 伍迪·艾伦（纽约）
- 柴克·艾弗隆（伦敦，拉斯维加斯，好莱坞）
- 羅伯·派汀森（好莱坞、伦敦、香港）
- 吳君如（香港、武漢）
- 吴彦祖（重庆）
- 趙又廷（上海）
- 凱特·布蘭琪（雪梨）
- 布斯．韋利士（武漢）[29]
- 甄子丹（武漢）
- 金賢重（武漢）
- 迪麗熱巴（武漢，上海，北京）
- 劉詩詩（武漢）
- 羅雲熙（上海，北京）

### 世界各地的政治人物

#### 中國
- 中共第一代领导人毛澤東（香港，曼谷）
- 中共第二代领导人邓小平（香港，伦敦，上海）
- 中共第三代领导人江泽民（香港，伦敦，上海）
- 第十四世达赖喇嘛（香港，新加坡，纽约，伦敦，阿姆斯特丹，柏林）

#### 英國

##### 王室
- 英格兰国王亨利五世（伦敦）
- 英格兰国王理查三世（伦敦）
- 英格兰国王亨利八世（伦敦、香港）
- 苏格兰女王玛丽一世（伦敦）
- 英格兰女王伊丽莎白一世（伦敦）
- 英王喬治三世（伦敦、华盛顿）
- 英国维多利亚女王（伦敦）
- 英国伊莉莎白王太后（伦敦）
- 英国女王伊丽莎白二世（伦敦、香港、武漢）
- 英國威爾斯王妃戴安娜（伦敦、拉斯维加斯、纽约、阿姆斯特丹、华盛顿、香港）
- 英國威爾斯親王威廉（武漢、重庆）
- 英國威爾斯王妃凱薩琳（武漢、重庆）

##### 其他
- 阿瑟·韦尔斯利，第一代威灵顿公爵（伦敦。曾任英國首相及英國陸軍元帥）
- 大主教德斯蒙德·图图（伦敦）
- 前英國首相本杰明·迪斯雷利（伦敦）
- 前英國首相温斯顿·丘吉尔（伦敦，阿姆斯特丹，柏林）
- 英国前首相撒切尔夫人（伦敦）
- 前英國首相约翰·梅杰（伦敦）
- 前英國首相托尼·布莱尔（伦敦）

#### 美國
- 美国前总统乔治·华盛顿（伦敦，华盛顿，纽约）
- 美国前总统亚伯拉罕·林肯（拉斯维加斯，纽约，华盛顿，伦敦）
- 美国前总统富兰克林·德拉诺·罗斯福（纽约，华盛顿，伦敦）
- 美国前总统约翰·菲茨杰拉德·肯尼迪（伦敦，柏林，阿姆斯特丹，华盛顿，纽约）
- 美国前总统罗纳德·里根（伦敦，柏林，华盛顿）
- 美国前总统比尔·克林顿（纽约，阿姆斯特丹，华盛顿，伦敦，香港）
- 美国前总统乔治·沃克·布什（伦敦，纽约，阿姆斯特丹，香港，华盛顿，拉斯维加斯，柏林）
- 美国前总统贝拉克·奥巴马（伦敦、华盛顿、拉斯维加斯、柏林、香港、武漢）
- 美国前第一夫人和前国务卿希拉里·克林顿（纽约，华盛顿）
- 美国前第一夫人杰奎琳·肯尼迪·奥纳西斯（拉斯维加斯，纽约，伦敦，华盛顿）
- 美国前第一夫人米歇尔·奥巴马（华盛顿）
- 本杰明·富兰克林（拉斯维加斯，伦敦，纽约，华盛顿）

#### 法國
- 法国皇帝拿破仑一世（纽约，伦敦）
- 前法國總統雅克·希拉克（伦敦，阿姆斯特丹）
- 前法國總統尼古拉·萨科齐（伦敦，柏林）

#### 德國
- 奥托·冯·俾斯麦（柏林）
- 阿道夫·希特勒（伦敦，柏林，香港）*
- 前德國總理格哈特·施羅德（伦敦，阿姆斯特丹，柏林）
- 前德國總理赫尔穆特·科尔（伦敦，柏林）
- 前德國總理赫尔穆特·施密特（德国柏林）
- 前德國總理康拉德·阿登纳（德国柏林）
- 前德國總理维利·勃兰特（德国柏林）
- 德国总理安格拉·默克爾（伦敦，柏林）

#### 印度
- 圣雄甘地（伦敦，纽约，阿姆斯特丹，香港）
- 印度前总理英迪拉·甘地（伦敦）
- 印度前总理拉吉夫·甘地（伦敦）

#### 教廷
- 教宗若望·保禄二世（纽约，伦敦，阿姆斯特丹）
- 教宗本笃十六世（伦敦，柏林）

#### 俄羅斯
- 前俄羅斯總統鲍里斯·尼古拉耶维奇·叶利钦（伦敦）
- 俄羅斯總統弗拉基米爾·弗拉基米羅維奇·普京（伦敦、重庆）

#### 马来西亚
- 马来西亚前首相东姑阿都拉曼（曼谷）
- 马来西亚前首相马哈迪·莫哈末（曼谷）

#### 其他/未分類
- 古巴前領導人菲德尔·卡斯特罗（伦敦，纽约）
- 前希臘總理康斯坦蒂诺斯·卡拉曼利斯（伦敦）
- 前希臘總理埃莱夫塞里奥斯·韦尼泽洛斯（伦敦）
- 日本天皇明仁（伦敦）
- 南非前总统弗雷德里克·威廉·德克勒克（伦敦）
- 蒙古帝國大汗成吉思汗（伦敦）
- 前澳洲總理约翰·霍华德（伦敦）
- 约旦国王侯赛因（伦敦）
- 波兰前工人党领袖莱赫·瓦文萨（伦敦）
- 南非前总统纳尔逊·曼德拉（伦敦，纽约，华盛顿）
- 前苏联共产党总书记米哈伊尔·戈尔巴乔夫（伦敦，纽约，阿姆斯特丹，柏林，香港）
- 前利比亞領袖穆阿迈尔·卡扎菲（伦敦）
- 前总统和现代土耳其的创始人，土耳其國父穆斯塔法·凯末尔（伦敦，柏林）
- 津巴布韦总统罗伯特·穆加贝（伦敦）
- 伊拉克前总统萨达姆·侯赛因（伦敦，香港）
- 巴勒斯坦前领导人亚西尔·阿拉法特（纽约，伦敦）
- 以色列前总理伊扎克·拉宾（伦敦）

### 其他
- 杨利伟（重庆）
- 铝Roker（纽约，伦敦）
- 爱因斯坦（伦敦，柏林，纽约，香港、重庆）
- 亚历山大·格雷厄姆·贝尔（纽约）
- 爱丽丝·瓦泽（柏林）
- 安妮·弗兰克（阿姆斯特丹，柏林）
- 蚂蚁和12（伦敦）
- 阿梅莉亚·埃尔哈特（纽约）
- 安迪·沃霍尔（伦敦）
- 本花（伦敦）
- 布莱希特（柏林）
- 葛培理（纽约）
- 蓝曼集团（拉斯维加斯）
- 巴格西西格尔（拉斯维加斯，纽约）
- 奥尔德林（拉斯维加斯，纽约）
- 查尔斯·达尔文（伦敦）
- 狄更斯（伦敦）
- 克里斯·安吉尔（拉斯维加斯）
- 麦克考尔（伦敦）
- 唐金（拉斯维加斯）
- 多萝西·帕克（纽约）
- 杜魯箏·克魯斯（阿姆斯特丹）
- 埃莉·麦克弗森（阿姆斯特丹，拉斯维加斯，伦敦，纽约）
- 海明威（纽约）
- 君特·格拉斯（柏林）
- 君特·耀赫（柏林）
- 霍利·哈维·克里平（伦敦）
- 海蒂·克拉姆（柏林）
- 海伦·凯勒（纽约）
- 霍华德·布朗（伦敦）
- 休·海夫纳（拉斯维加斯，纽约）
- 伊万娜·川普（拉斯维加斯，纽约）
- 艾萨克·牛顿（伦敦）
- 杰米·奧利弗（伦敦）
- 让-保罗·高缇耶（纽约）
- 珍娜·詹姆森（拉斯维加斯，纽约）
- 杰里施普林格（拉斯维加斯，伦敦，纽约）
- 琼·里弗斯（拉斯维加斯，纽约）
- 乔纳森·罗斯（伦敦）
- 约瑟夫·博伊斯（柏林）
- 约瑟芬·贝克（纽约）
- 马克思（柏林）
- 凯特·摩丝（伦敦）
- 凯西·格里芬（拉斯维加斯）
- 克劳斯·沃韦赖特（柏林）
- 兰斯·伯顿（拉斯维加斯）
- 拉里金（拉斯维加斯，纽约）
- 马丁·路德·金（拉斯维加斯，伦敦，纽约）
- 士官长（拉斯维加斯）第一视频游戏字符杜莎夫人蜡像馆
- 马特·卢卡斯和大卫·威廉姆斯中的[文字[娄和安迪]]（伦敦）
- 巴里（华盛顿特区）
- 玛雅·安吉罗（纽约）
- 迈克尔·赫比格（柏林）
- 怪兽（拉斯维加斯）
- 南希·特拉维斯西尔维亚的性格从三个奶爸一个娃（伦敦）
- 尼尔·阿姆斯特朗（拉斯维加斯，纽约）
- 奥普拉（拉斯维加斯，伦敦，纽约，阿姆斯特丹、重庆）
- 毕加索（伦敦，纽约，阿姆斯特丹，香港）
- 帕丽斯·希尔顿（拉斯维加斯，伦敦，纽约）
- 瑞秋·雷（纽约）
- 伦勃朗（阿姆斯特丹）
- 罗伯特·贝登堡（华盛顿）
- 罗伯特·舒勒（拉斯维加斯）
- 罗莎·帕克斯（纽约）
- 蜘蛛人
- 苏菲·索尔（柏林）
- 瑞安·西克雷斯特（拉斯维加斯）
- 萨尔瓦多·达利（纽约，阿姆斯特丹）
- 沙龙·朋（伦敦，纽约）
- 安吉丽娜·朱莉和布拉德·皮特（纽约）和第一个孩子在杜莎夫人蜡像馆
- 齐格弗里德和罗伊（拉斯维加斯）
- 弗洛伊德（柏林）
- 西蒙·考威尔（拉斯维加斯，伦敦，纽约）
- 新加坡女孩，第一个商业人物的杜莎夫人蜡像馆（伦敦创建）
- 斯特凡·拉布（柏林）
- 特德·特纳（纽约）
- 托马斯·哥特夏克（伦敦，柏林）
- 泰雅·宾丝（纽约，华盛顿）
- 凡·高（伦敦，阿姆斯特丹）
- 沃尔夫冈·普克（拉斯维加斯，纽约）
- 莎士比亚（伦敦，纽约，香港）
- 奥斯卡·王尔德（伦敦）
- 史蒂夫·乔布斯（東京、武漢、重庆）

## 杜莎夫人蜡像馆伦敦馆

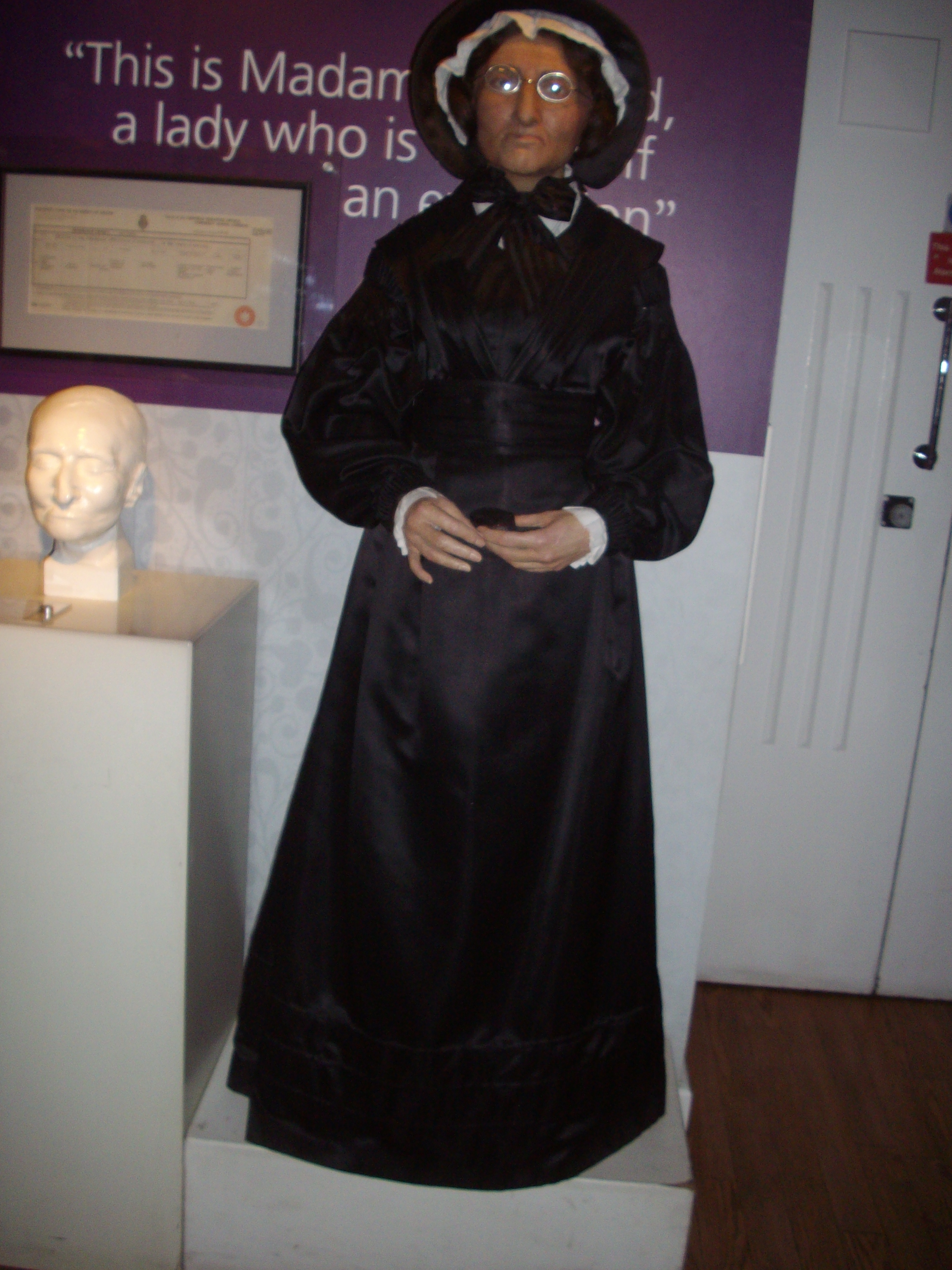
“杜莎夫人蜡像”在杜莎夫人蜡像馆伦敦馆
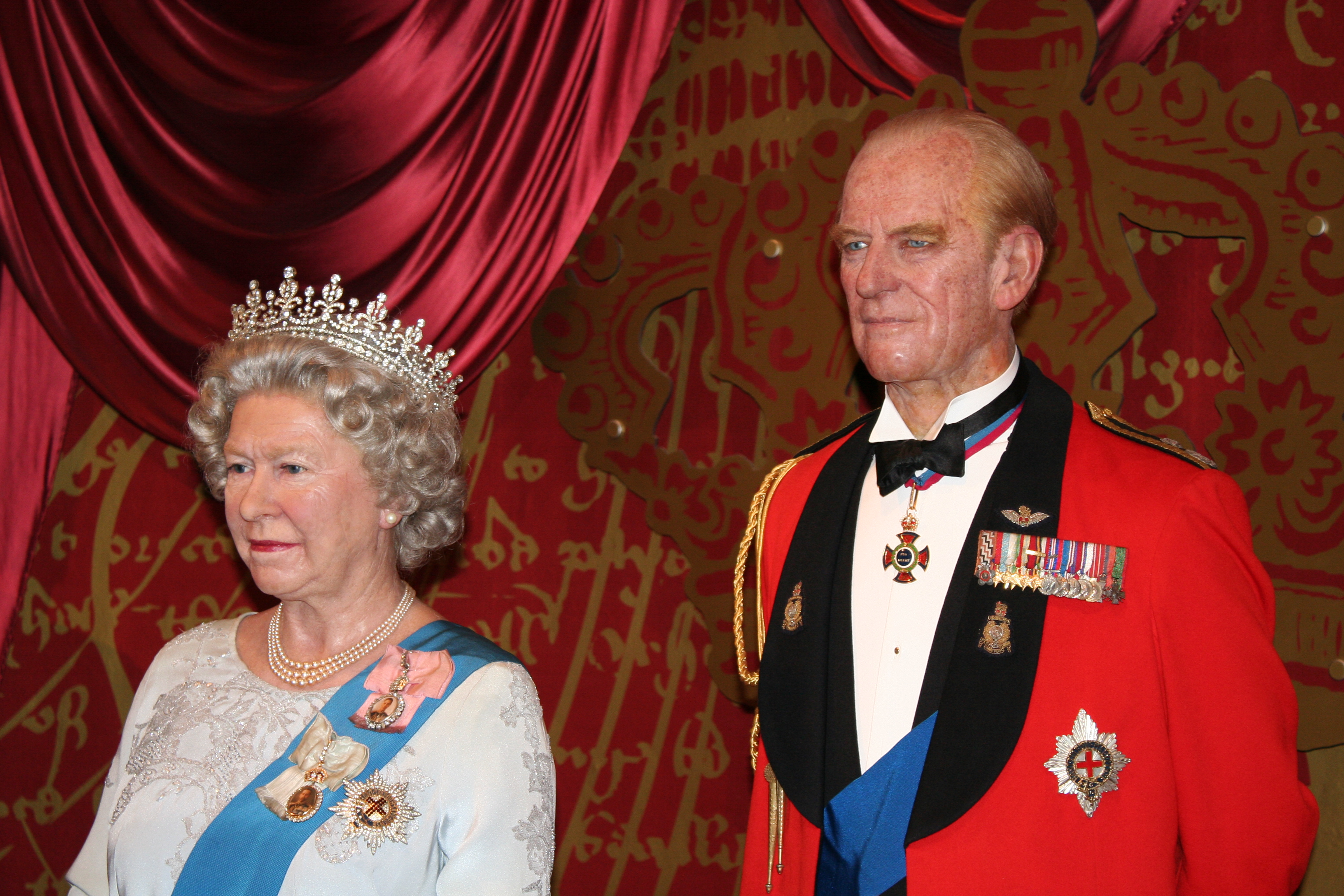
伊丽莎白二世和菲利普亲王
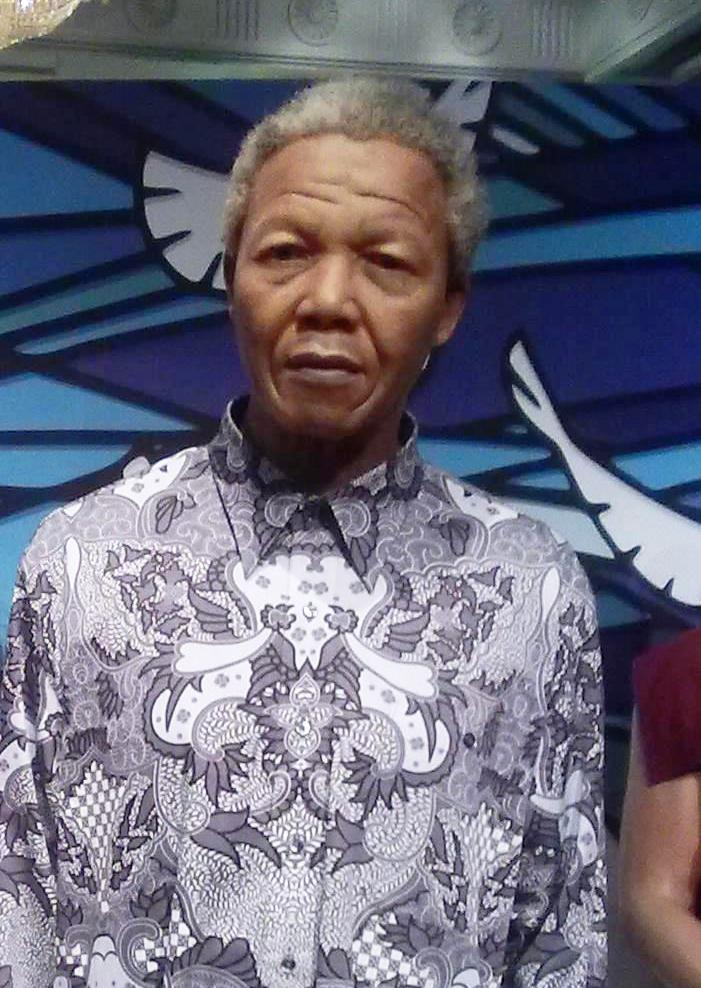
纳尔逊·曼德拉
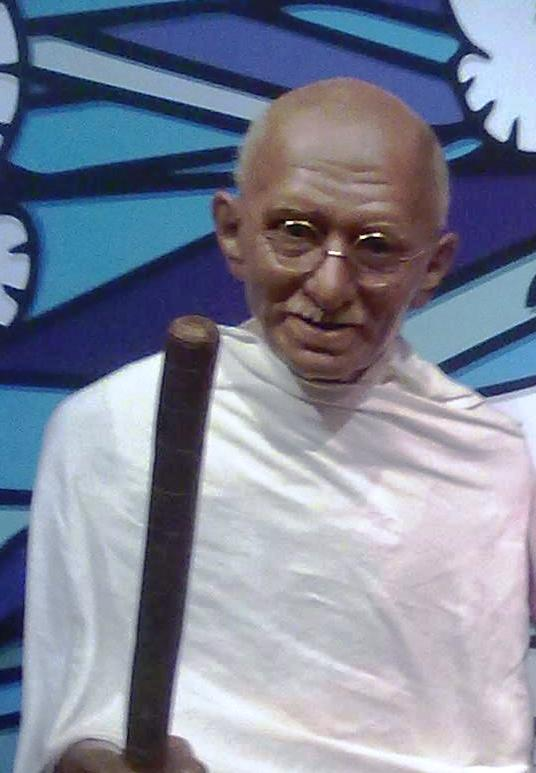
圣雄甘地
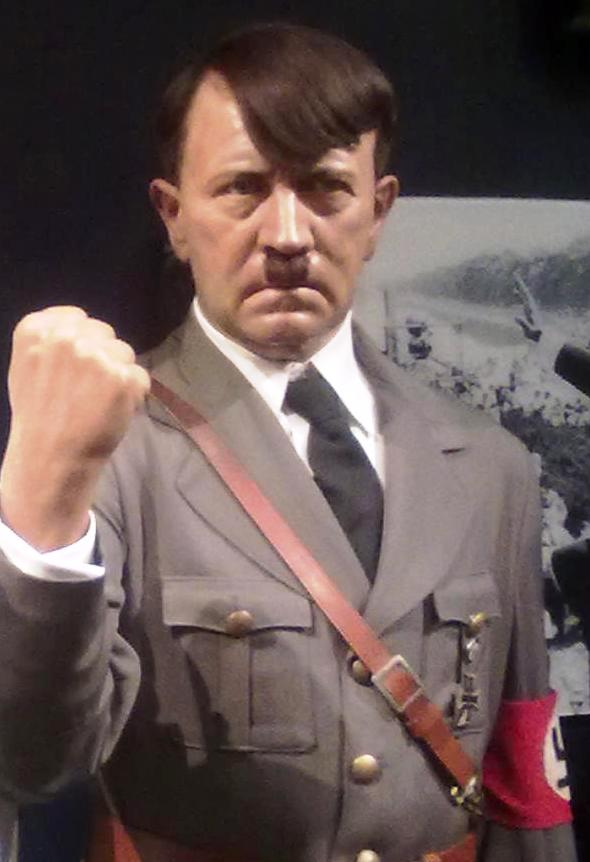
阿道夫·希特勒
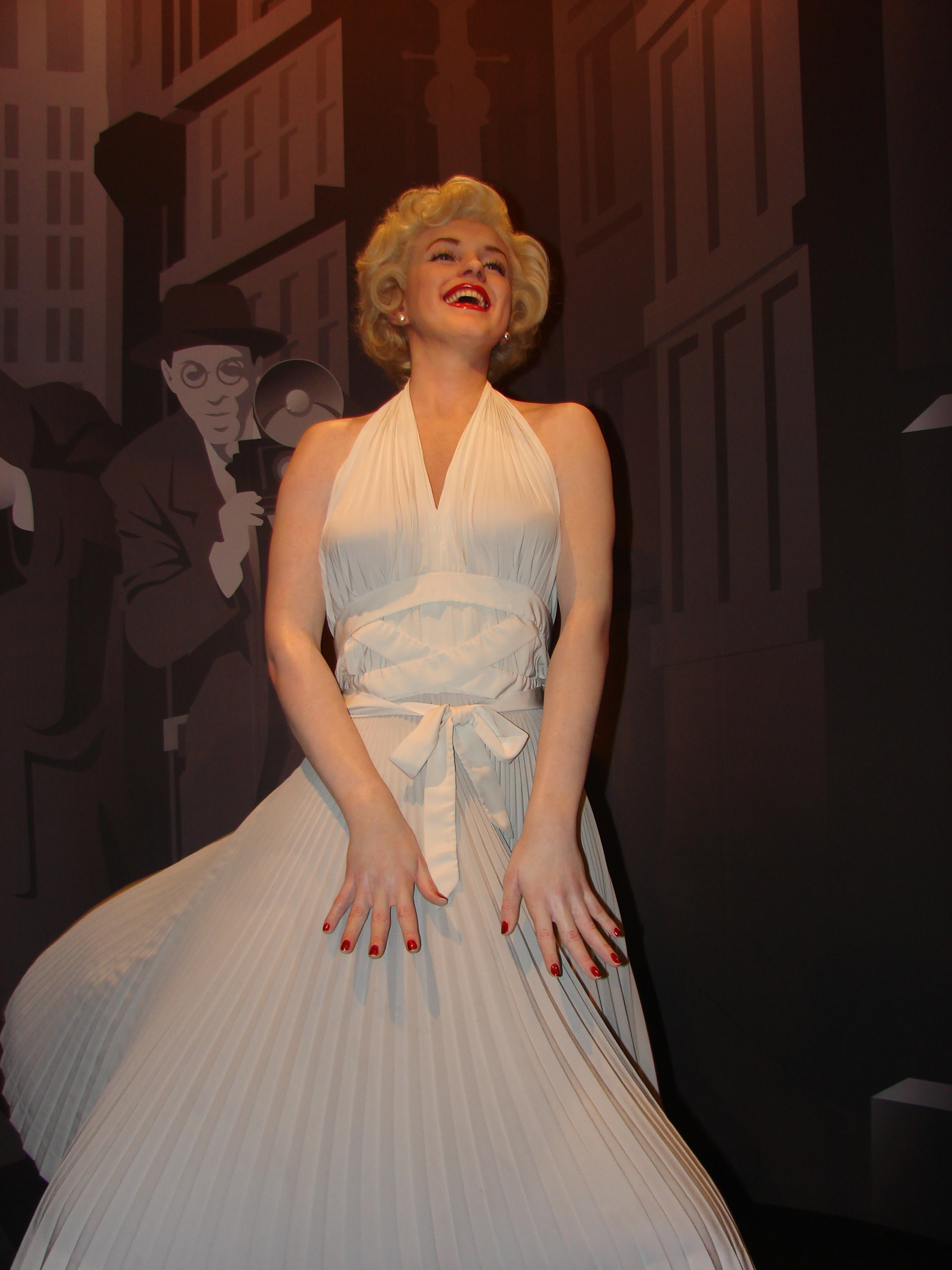
玛丽莲·梦露
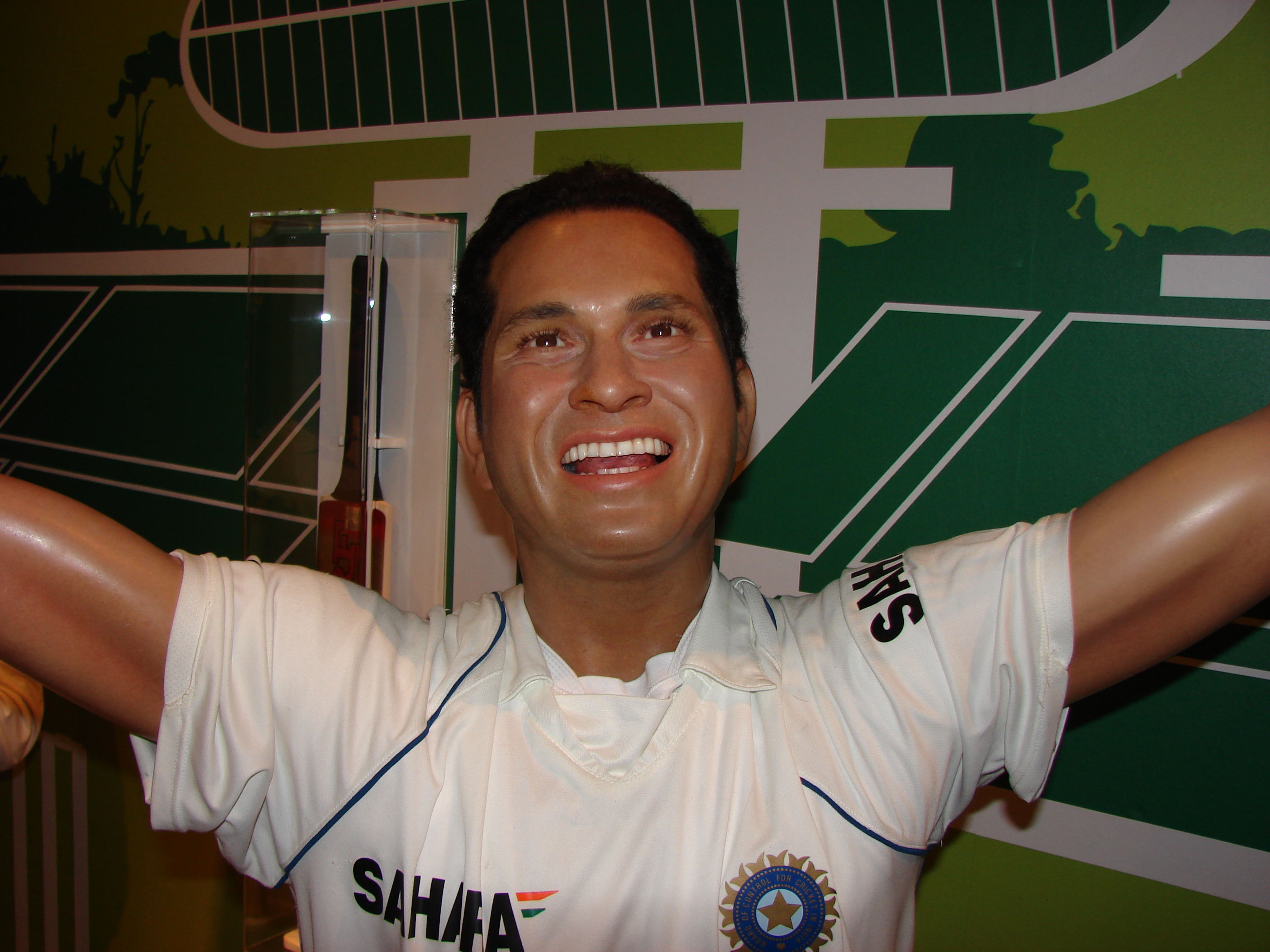
沙奇·德鲁卡
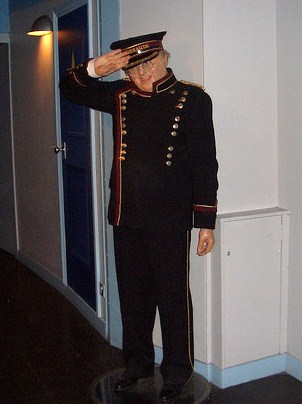
班尼·希尔
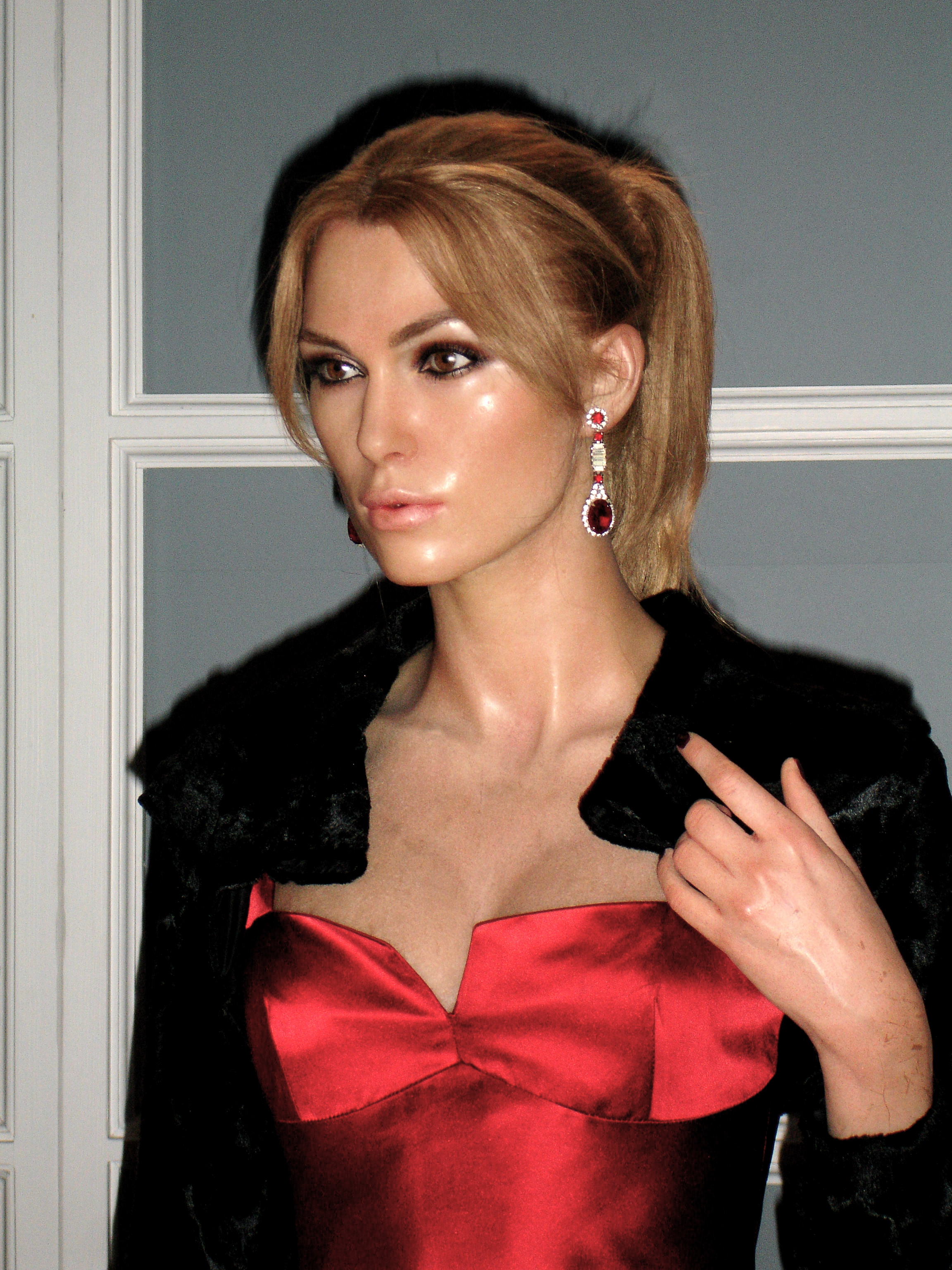
凯拉·奈特利
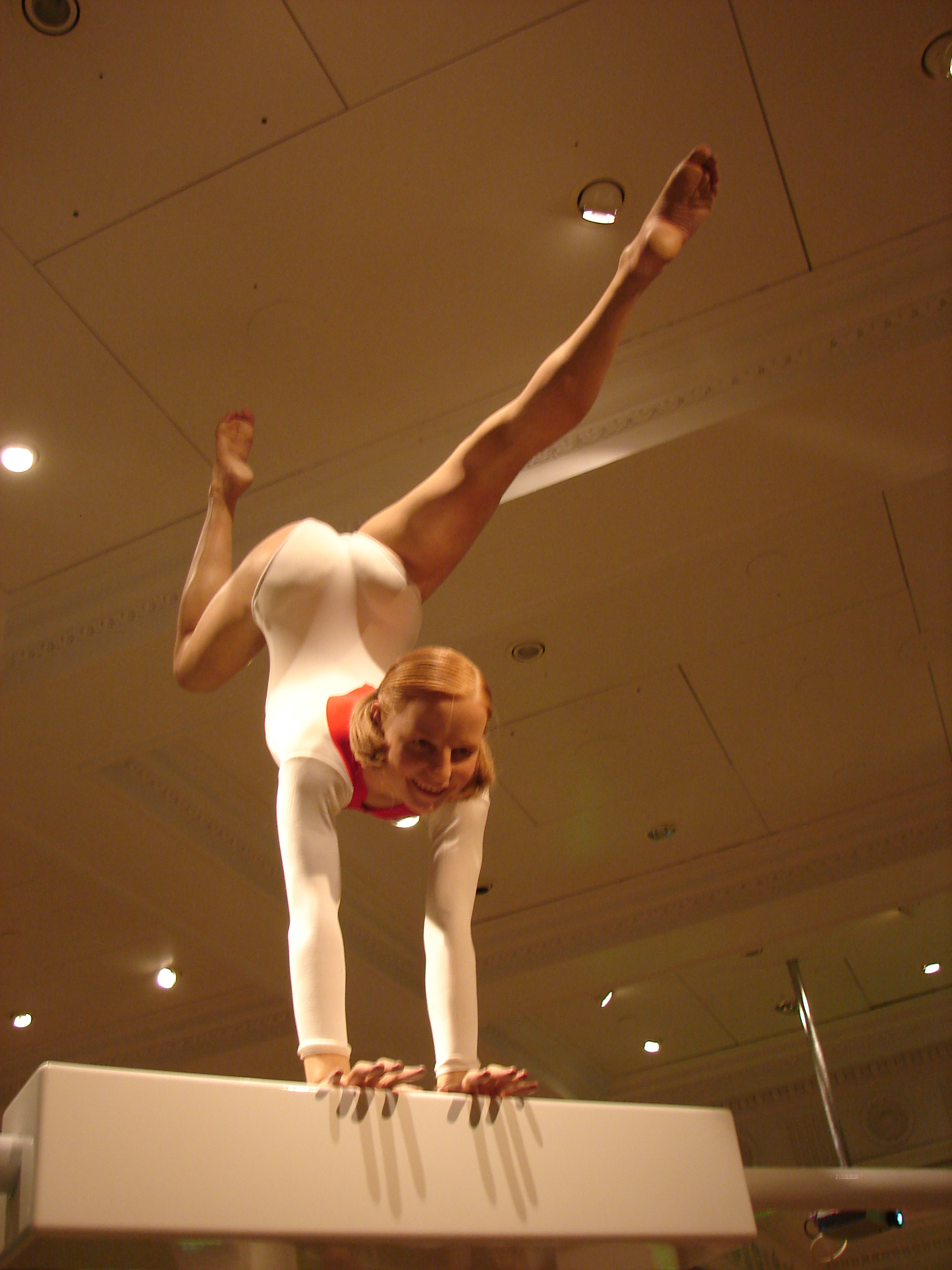
Nevit
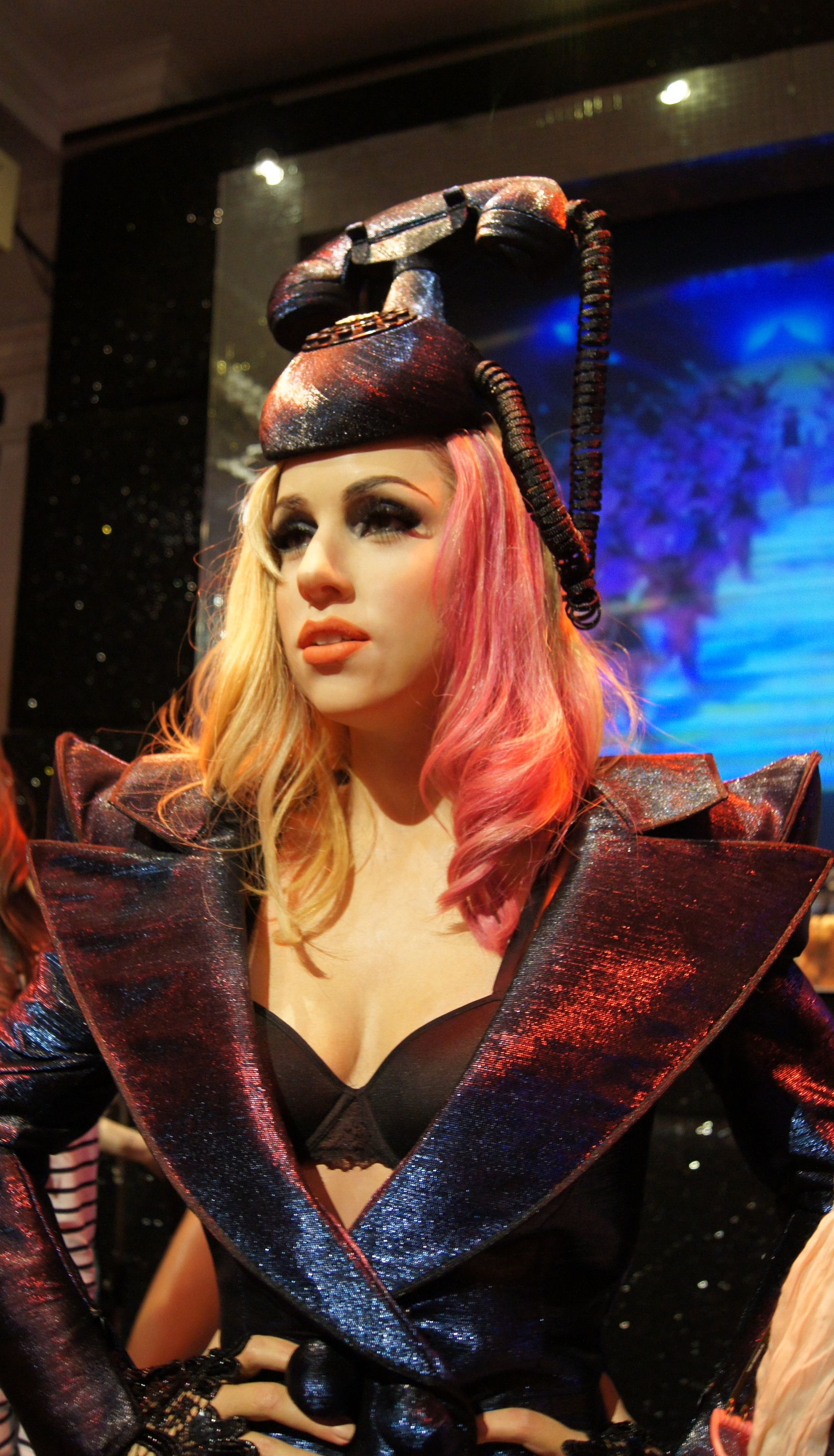
Lady Gaga
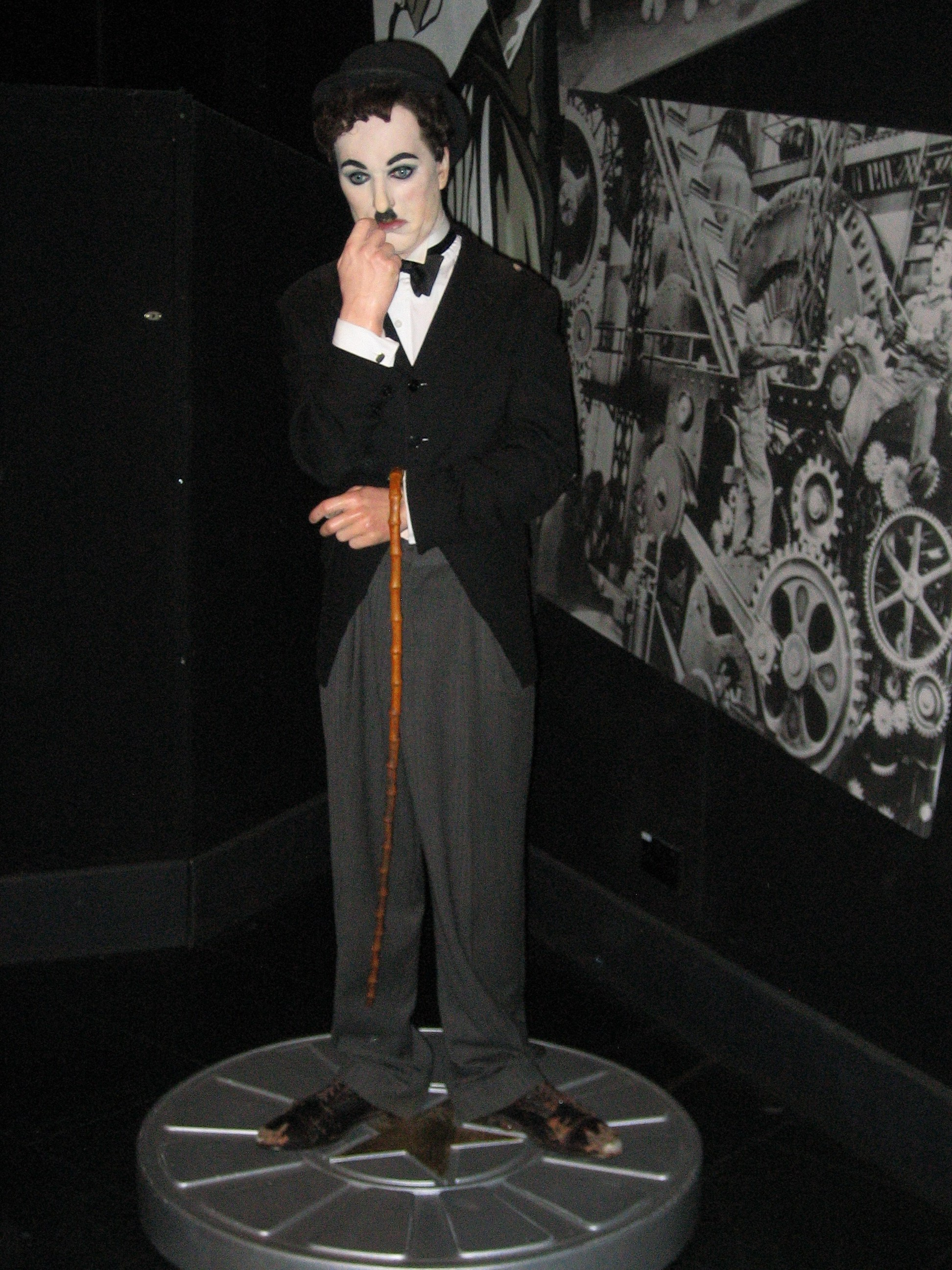
查理·卓别林
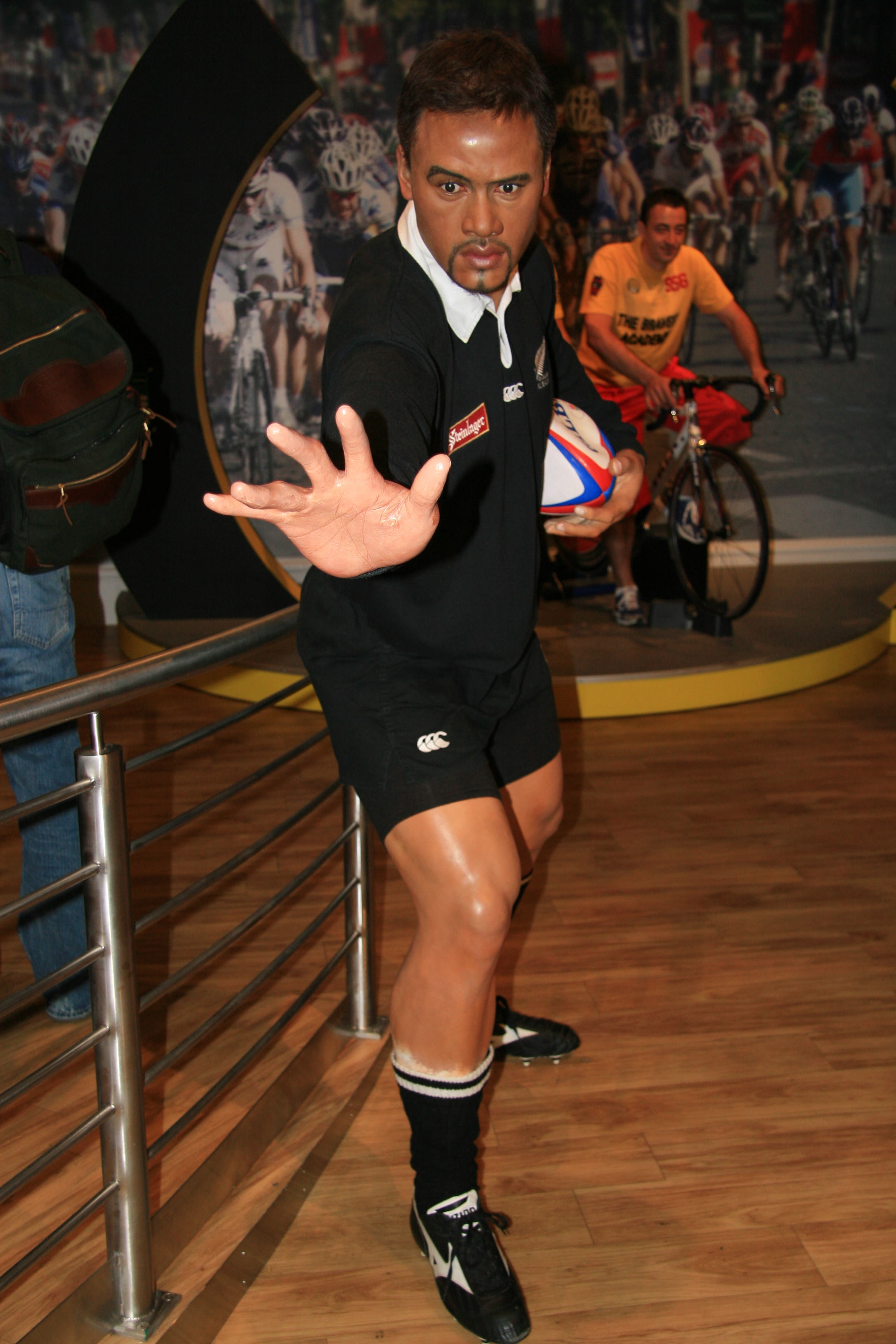
乔纳·罗姆
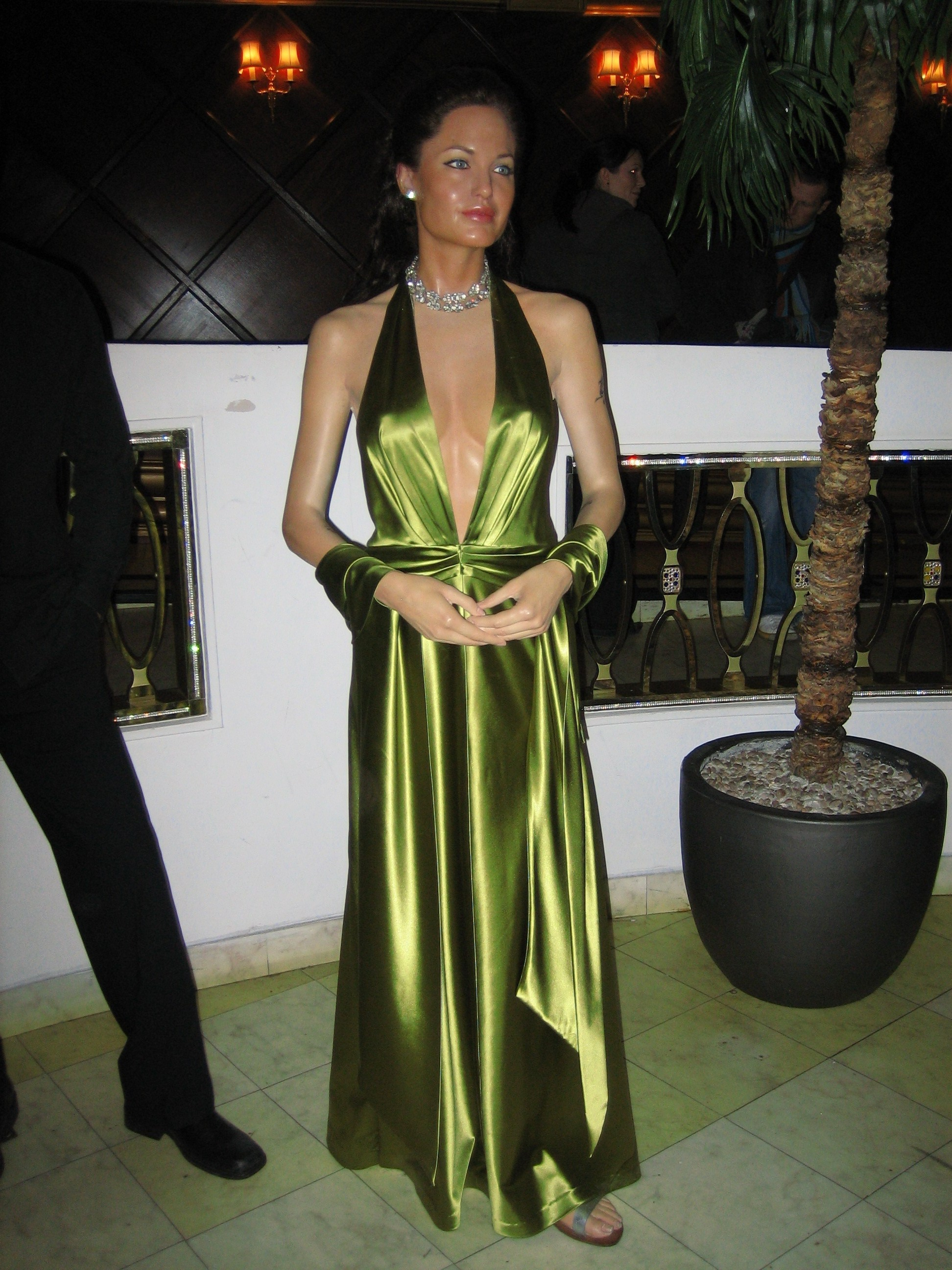
安吉丽娜·朱莉
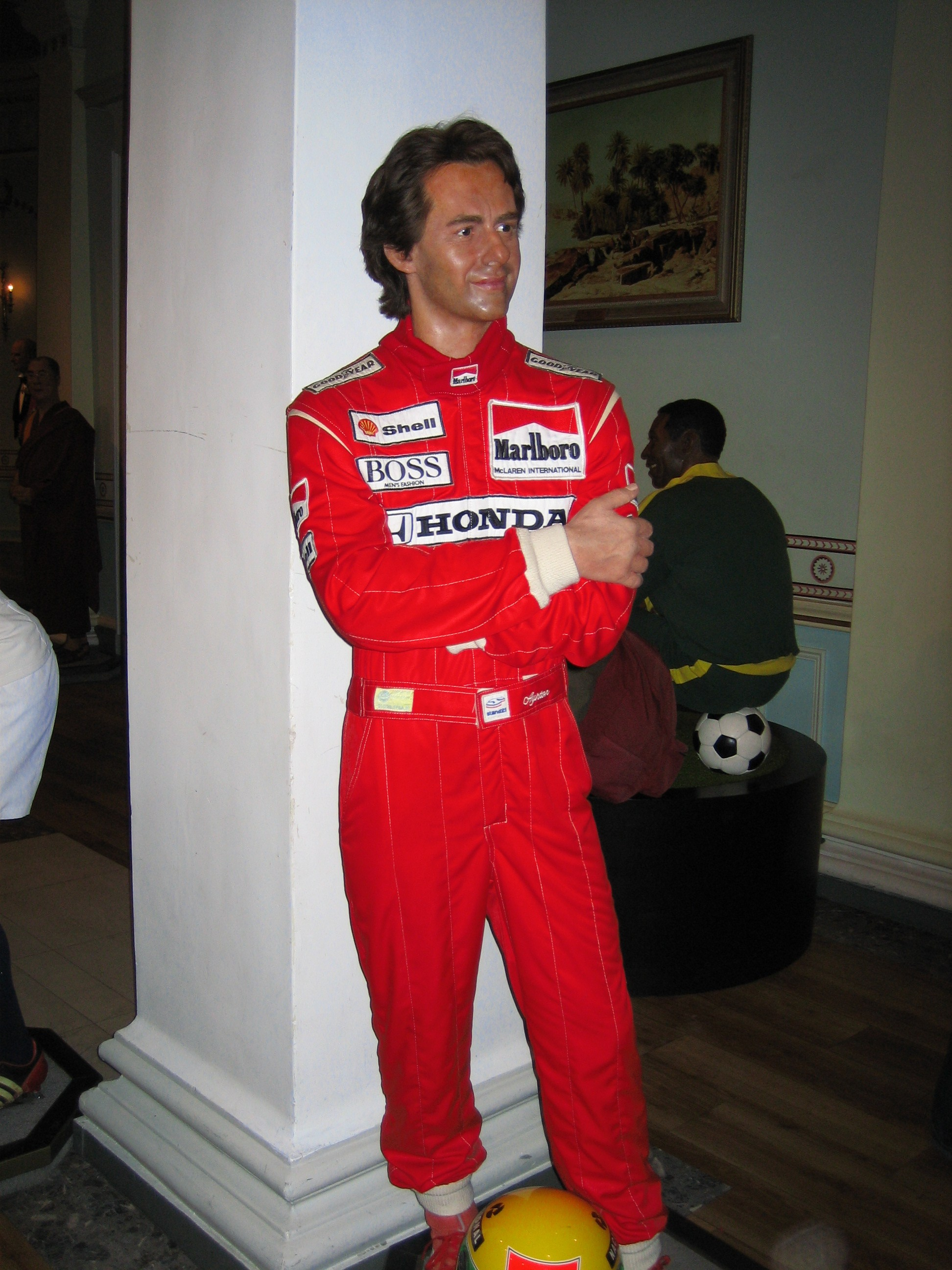
艾尔顿·塞纳
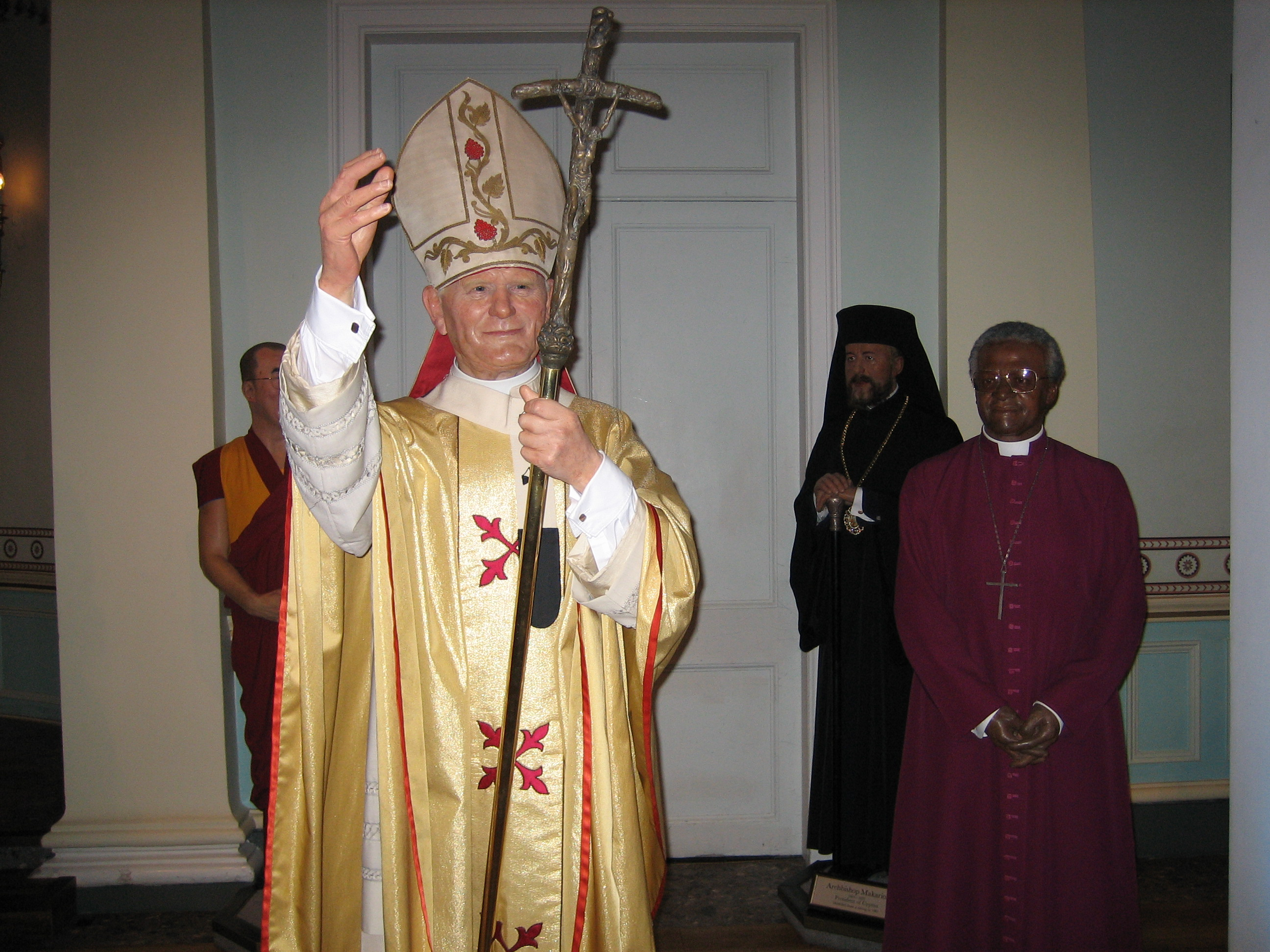
教皇约翰·保罗二世和其他宗教领袖
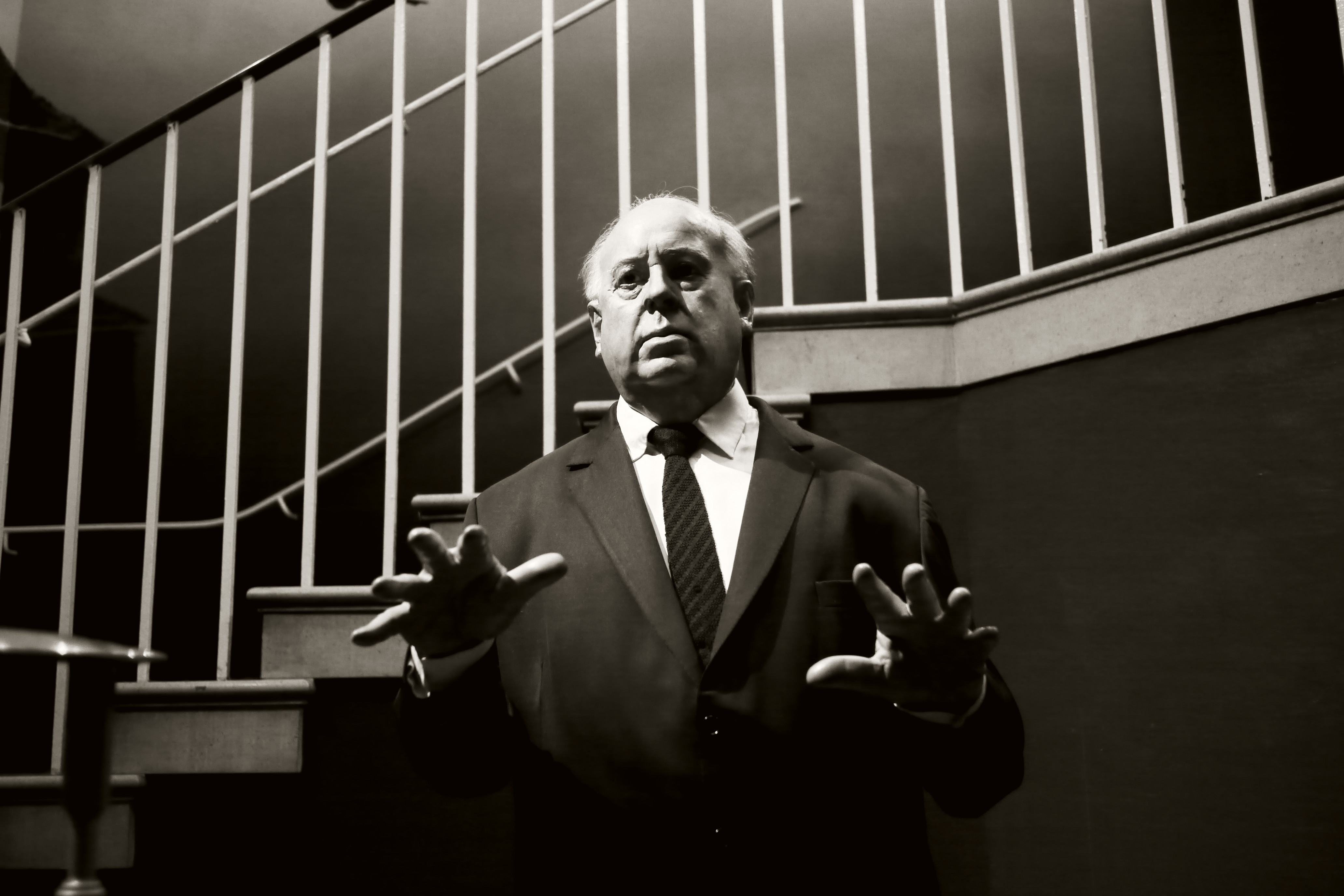
阿尔弗雷德·希区柯克
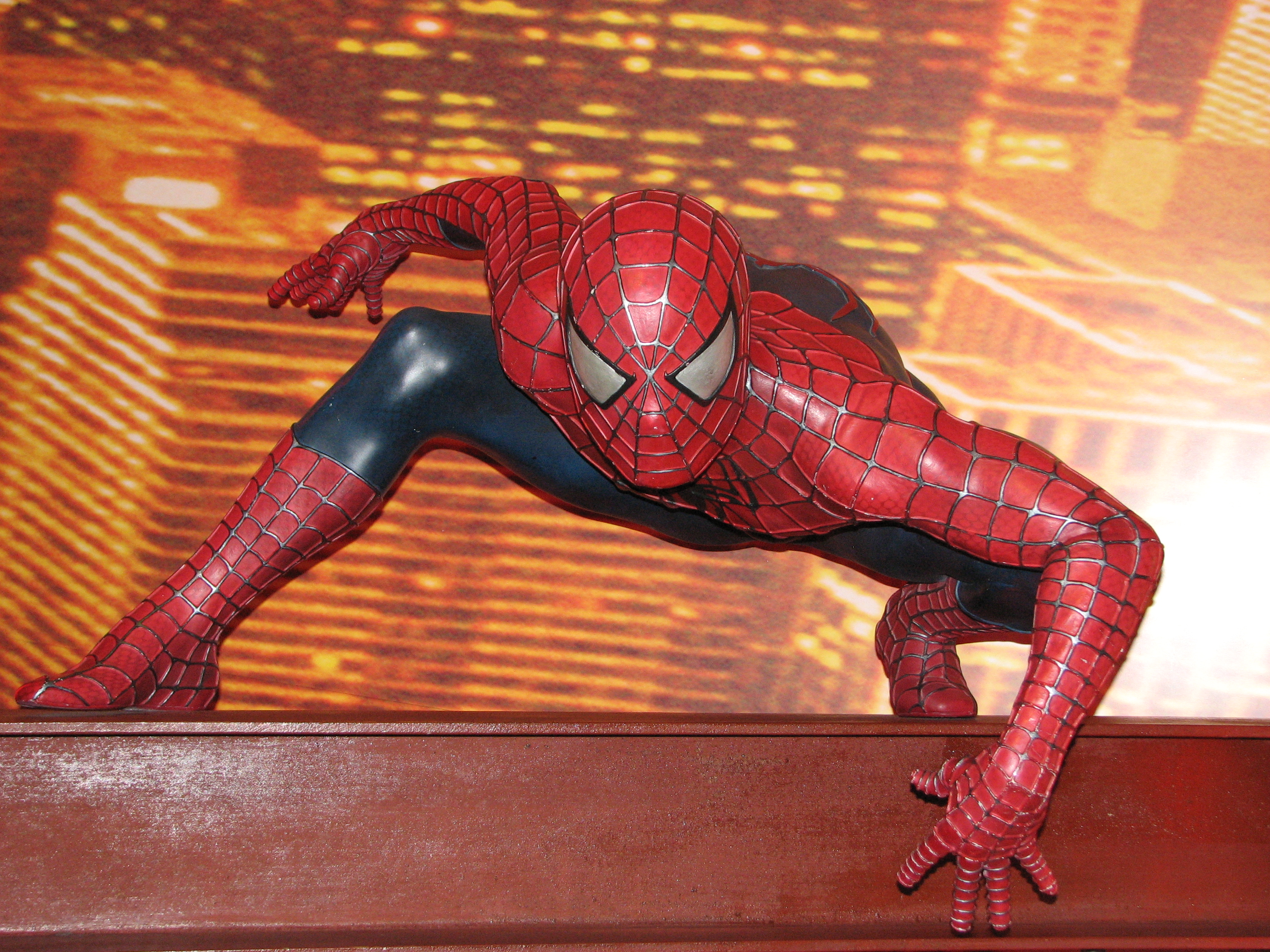
蜘蛛侠
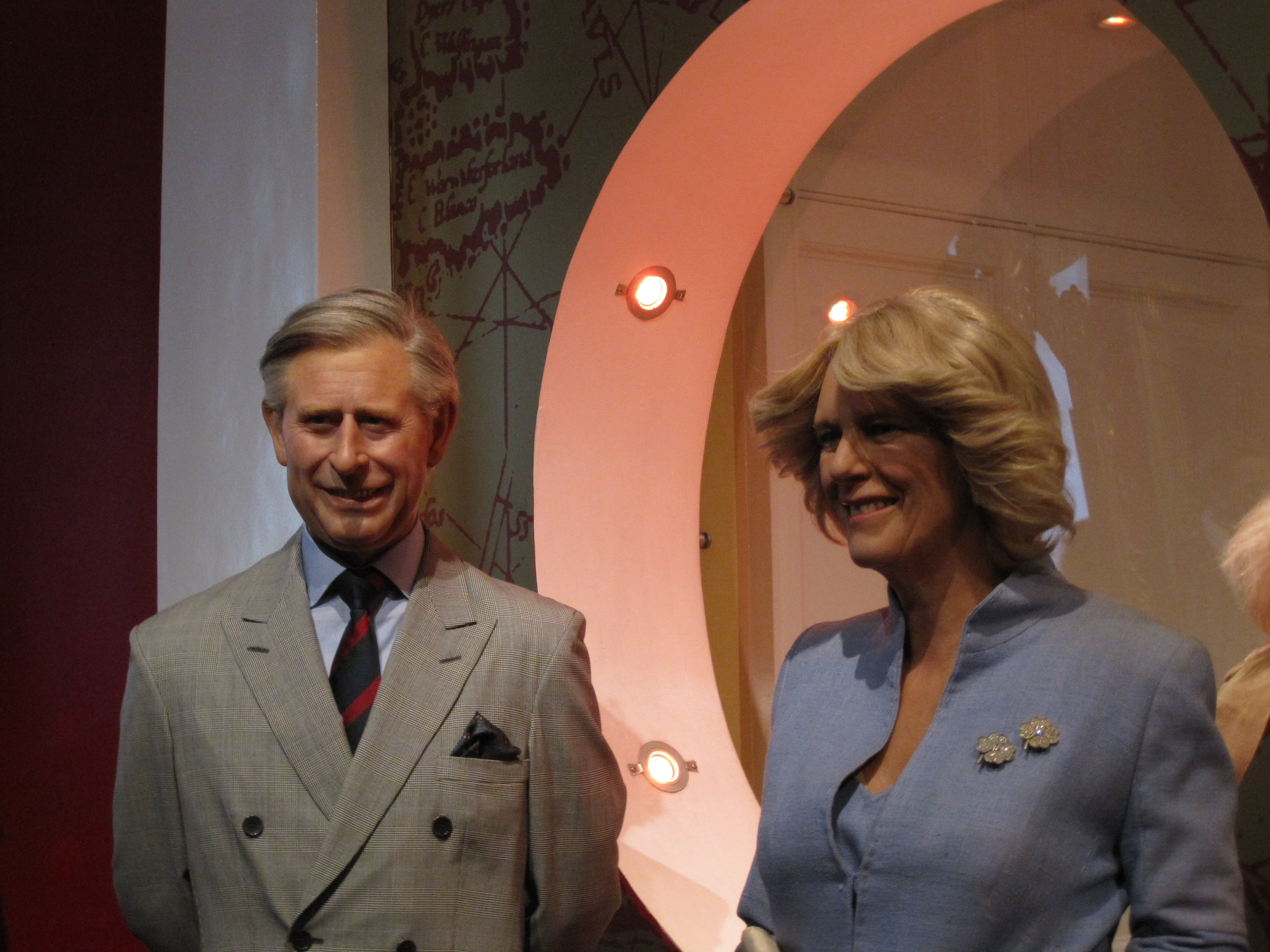
查尔斯三世和卡米拉王后
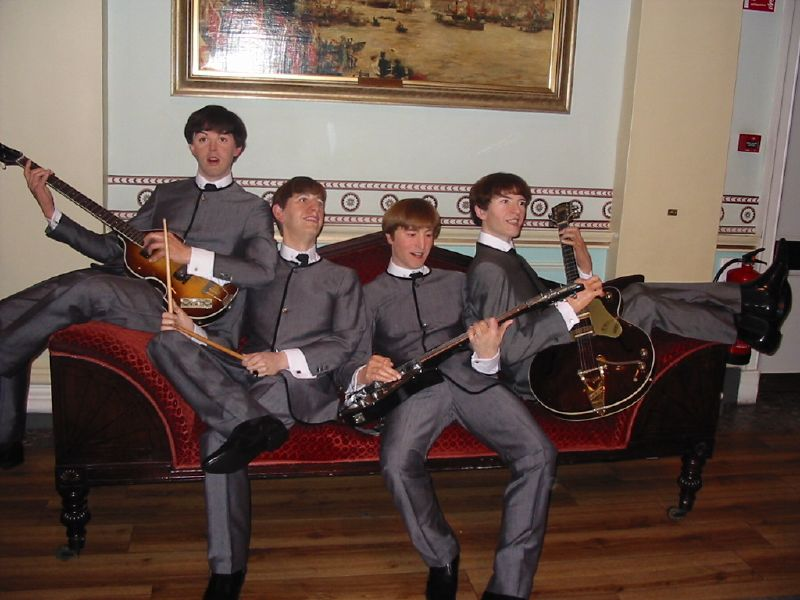
披头士乐队
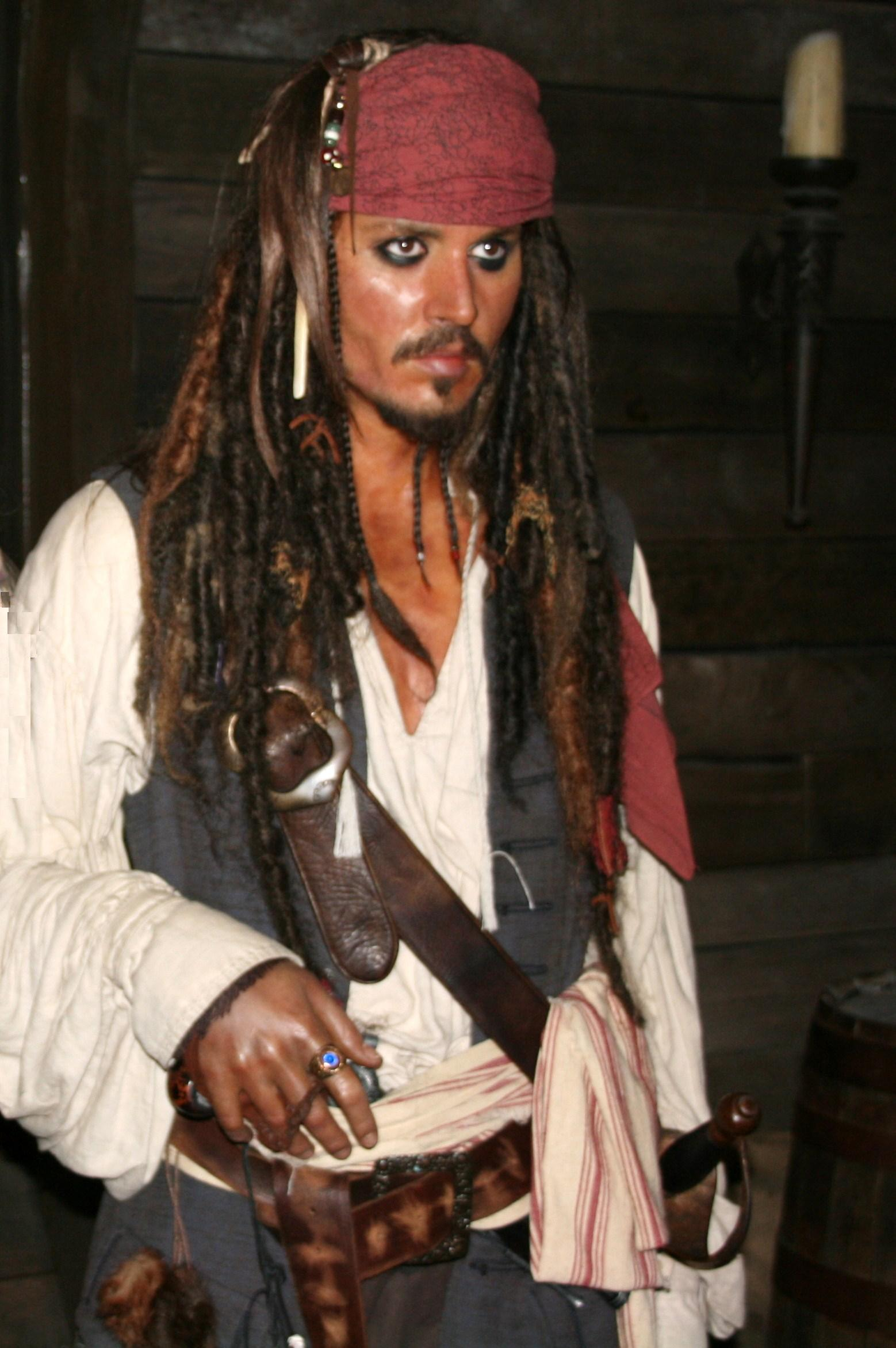
杰克·斯派罗 - 约翰尼·德普
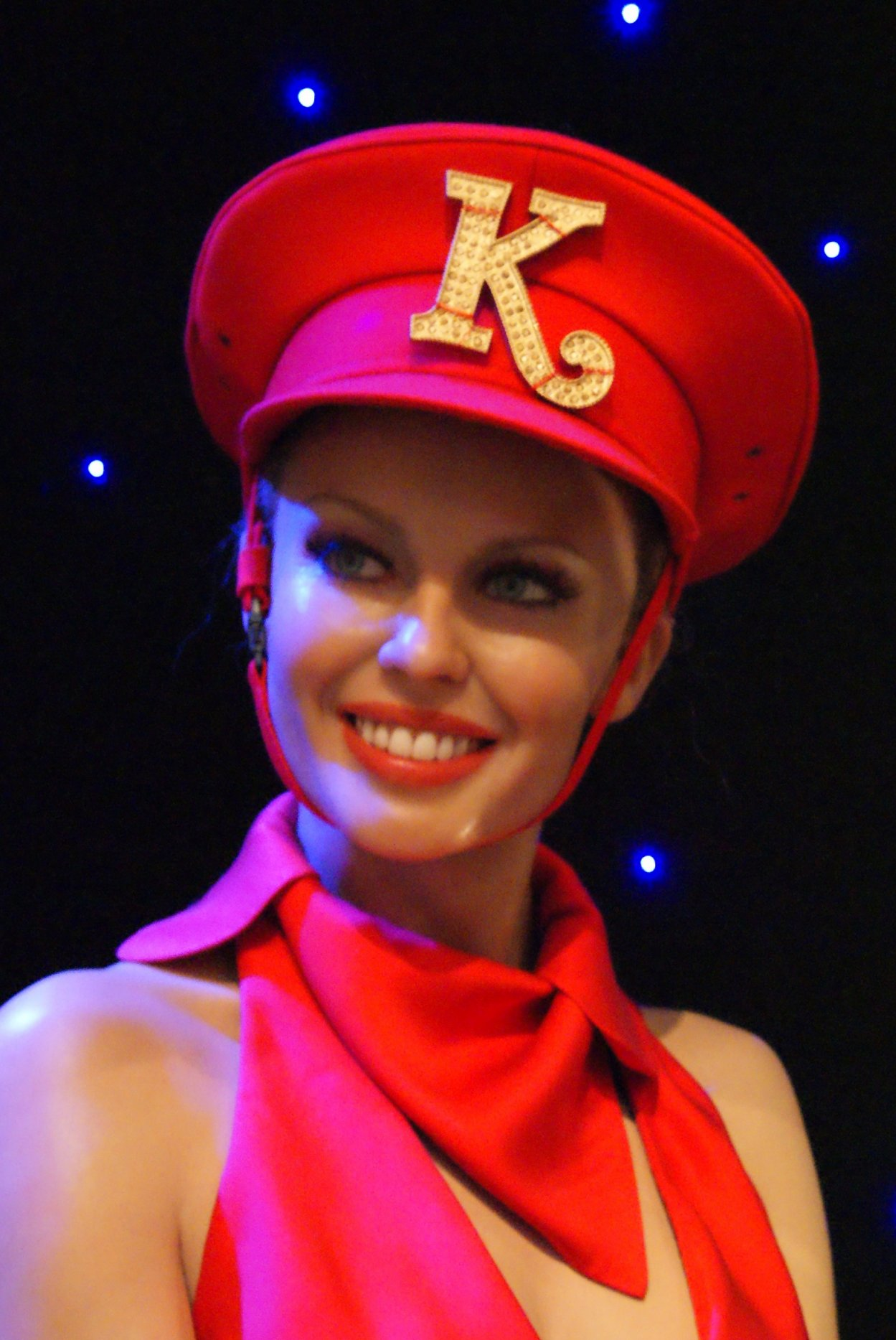
凯莉·米洛
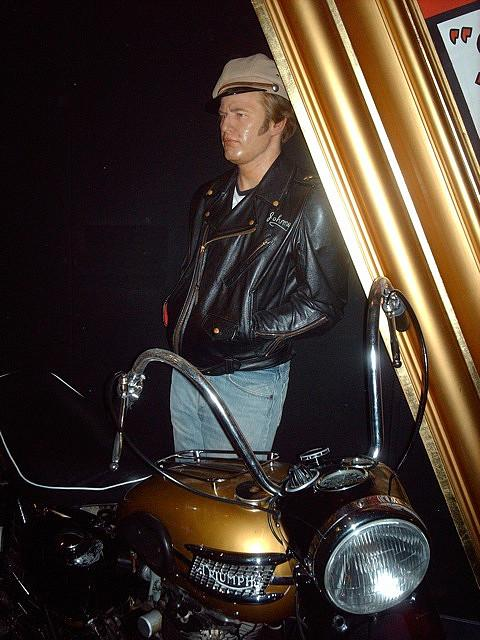
马龙·白兰度
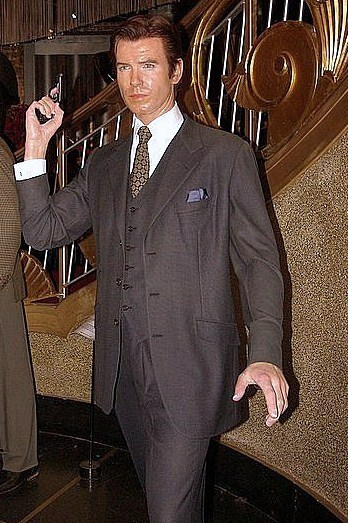
詹姆斯·邦德007 - 皮尔斯·布鲁斯南
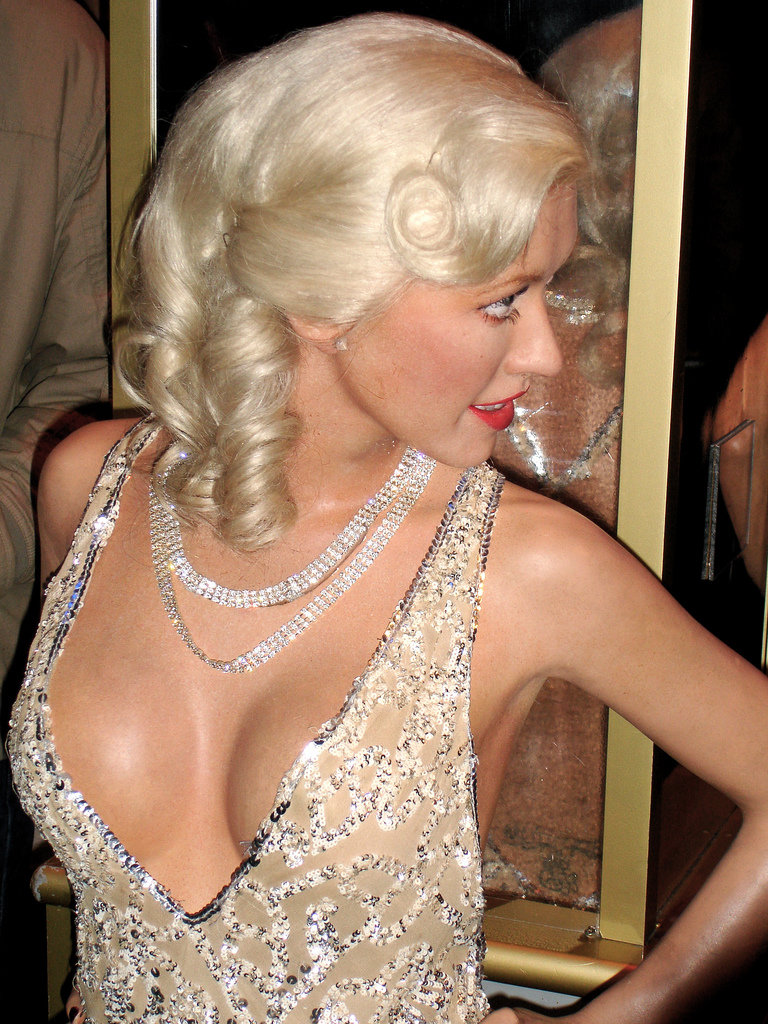
克里斯蒂娜·阿奎莱拉